# Yuli (2018)
Yuli ist ein biographischer Film der spanischen Regisseurin Icíar Bollaín über das Leben des kubanischen Ballettstars Carlos Acosta, von seinem Vater Yuli genannt, basierend auf dessen Autobiografie No Way Home. Der Film lief am 17. Januar 2019 in den deutschen Kinos an.

## Handlung
Als Kind einer verarmten Familie wuchs Carlos Acosta in einem der ärmsten Stadtteile Havannas auf. Von seinem Vater Pedro Acosta gezwungen, besuchte er die nationale Ballettschule in Havanna und hatte nach dem Abschluss internationale Engagements.